# Elia Speleota
Elia Speleota (Reggio Calabria, tra l'860 e l'865 – Melicuccà, 11 settembre 960) è venerato come santo dalla Chiesa cattolica e dalla Chiesa ortodossa.

## Biografia
Elia chiamato Speleota (dal greco "abitante di grotte") per distinguerlo dai santi Elia profeta ed Elia Juniore, nacque a Reggio Calabria da Pietro e Leontò, ricchi nobili della città.
A 18 anni Elia rifiutò la proposta della madre di sposare una giovane nobile e di farsi una famiglia; fuggì di casa andando in penitenza a Taormina e poi in pellegrinaggio a Roma dove, nell'abbazia di Grottaferrata, prese l'abito monastico di Basilio Magno.
Tornato a Reggio Calabria, dopo poco tempo andò in oriente con il monaco Arsenio col quale raggiunsero Patrasso. Durante la sua assenza i Saraceni sbarcarono in Calabria facendo stragi e catturando molti abitanti come schiavi. Al suo ritorno Elia decise di ritirarsi a vita di penitenza nella grotta di Melicuccà, insieme ai monaci Cosma e Vitale.
Ben presto dai paesi limitrofi, iniziò un flusso di pellegrini attratti dalla sua fama di santità, che volevano ricevere conforto ed incoraggiamento.
Elia morì nel 960.

## Il culto
La commemorazione liturgica ricorre l'11 settembre, giorno della morte di Elia che fu sepolto nella grotta dove, secondo la tradizione devozionale, egli stesso con le proprie mani aveva scavato un sepolcro; il suo corpo rimase sepolto nella grotta fino al 2 agosto 1747, quando un giovane di Melicuccà, Antonio Germanò, ne scoprì le ossa ed alla sola vista delle reliquie sarebbe miracolosamente guarito da una grave malattia. L'episodio è attestato da un atto pubblico del notaio locale Carmelo Fantoni datato 12 agosto dello stesso anno.